# 산반촌
산반촌(三蟠村)은 오카야마현 조토군에 설치되었던 촌이다. 현재의 오카야마시 나카구의 일부에 해당한다.

## 역사
- 1889년 6월 1일 - 정촌제 시행에 수반해 조토군 산반촌이 발족하였다.
- 1952년 4월 1일 - 오카야마시에 편입되었다.